# Jansen (Nebraska)
Jansen é uma vila localizada no estado americano de Nebraska, no Condado de Jefferson.

## Demografia
Segundo o censo americano de 2000, a sua população era de 143 habitantes.
Em 2006, foi estimada uma população de 137, um decréscimo de 6 (-4.2%).

## Geografia
De acordo com o United States Census Bureau, a localidade tem uma área de 0,6 km², sem área coberta por água. Jansen localiza-se a aproximadamente 445 m acima do nível do mar.

## Localidades na vizinhança
O diagrama seguinte representa as localidades num raio de 16 km ao redor de Jansen.